# Абу Талха (Сирия)
Абу Талха (на арабски: ابو طلحة) е село в северозападната част на Сирия, разположено в мухафаза Идлиб, близо до границата с Турция. По данни на централното бюро по статистика населението му към 2004 година е 1087 души.